# Georg Harlacher
Georg Harlacher (* 27. Januar 1930 in Augsburg; † 24. Juli 2016) war ein deutscher Fußballspieler. Der Offensivspieler hat von 1949 bis 1963 für den TSV Schwaben Augsburg in der damals erstklassigen Fußball-Oberliga Süd 196 Ligaspiele absolviert und dabei 50 Tore erzielt. Er ist hinter Georg Lechner der zweitbeste Torschütze der lila-weißen Schwaben-Elf in der Oberliga Süd. Nach den Abstiegen 1952 und 1957 gehörte der technisch außergewöhnlich starke Linksfuß auch den Aufstiegsteams der Jahre 1954 und 1961 an.

## Laufbahn
Mit acht Jahren begann der Knabe Georg Harlacher im Augsburger Stadtteil Lechhausen bei der dortigen TSG Augsburg 85 mit dem Fußball im Verein. Der Linksfuß entwickelte sich zu einem der größten Techniker, die der Augsburger Fußball herausgebracht hat. Er spielte im damals überwiegend angewandten WM-System auf Linksaußen und war ein gefährlicher Torjäger. Aber auch als Halbstürmer und Spielmacher glänzte der bescheidene, körperlich eher zierliche Spieler. Als schwäbischer Bezirksauswahlspieler kam er 1949 von der TSG zu den „Lila-Weißen“ und sicherte sich sofort im Vertragsspielerteam in der Oberliga Süd einen Stammplatz.
In der Oberliga debütierte „Schorsch“ Harlacher am dritten Hinrundenspieltag, den 25. September 1949, bei einer 0:1-Heimspielniederlage gegen Eintracht Frankfurt. Der Neuzugang stürmte dabei auf Linksaußen an der Seite von Cracks wie Torhüter Franz Süßmann, Wilhelm Struzina, Waldemar Hampel, Georg Lechner und des vereinsinternen Oberliga-Rekordspieler Leonhard Schmuttermair (254/9). Sportlich verlief die Runde für die Schwaben-Elf über lange Zeit sehr schlecht: Nach der 0:5-Auswärtsschlappe am 26. März 1950 beim 1. FC Nürnberg, es war der 24. Spieltag, rangierte der TSV Schwaben mit 16:32 Punkten auf dem 16. und letzten Rang im Süden. Danach glückte den Mannen um den jungen Angreifer Harlacher in den letzten sechs Punktspielen eine Serie von 10:2 Punkten und mit insgesamt 26:34 Punkten erreichten die Lila-Weißen noch den 11. Rang. Oberligadebütant Harlacher hatte in 22 Ligaeinsätzen drei Tore erzielt. In seiner zweiten Oberligarunde, 1950/51, es wurde in einer 18er-Liga gespielt, absolvierte Harlacher bereits alle 34 Verbandsspiele für die Schwaben und schoss sich mit zehn Treffern an die Spitze der internen Torjägerliste. Unter Trainer Emil Melcher erlebte er aber 1951/52 als Tabellenvorletzter den Abstieg in die 2. Liga Süd.
In der zweiten Saison in der Zweitklassigkeit, 1953/54, holte sich das Team von Trainer Hans Merkle die Meisterschaft und damit kehrten die Schwaben wieder in die Oberliga Süd zurück. Harlacher hatte die Erringung des Meistertitels an der Seite von Mitspielern wie Karl Frisch, Martin Müller, Hans Kneitel, Georg Kneitel, Anton Lang, Ernst Schmelzinger, Adolf Meßmer, Josef Nenning, Leonhard Schmuttermaier und Torhüter Süßmann erlebt. Reich konnte man in den 50er Jahren mit Fußball nicht werden. Laut der Monatsabrechnung der Schwaben-Oberligamannschaft vom November 1953 erhielt Harlacher damals monatlich 320,00 Mark. Davon gingen noch Steuer, Vorschusszahlungen und der Vereinsbetrag ab.
In den Jahren 1952 bis 1956 gehörte er der Stadtauswahl von Augsburg an, welche Begegnungen gegen Gentoise Gent (3:5), Stadtauswahl München (3:1), Rapid Wien (5:1), Newcastle United (2:4) und Partizan Belgrad (3:2) bestritt. Im Dezember 1956 wurde Georg Harlacher in die Süddeutsche Auswahl berufen, die gegen das Saarland 4:3 gewann. Mit ihm waren damals die Fürther WM-Teilnehmer von 1954, Herbert Erhardt und Karl Mai, im Süd-Team.
Nach drei Jahren in der Oberliga Süd, von 1954 bis 1957, ging es für Harlacher mit dem TSV erneut abwärts in die 2. Liga Süd, obwohl er in 29 Ligaeinsätzen 12 Tore erzielt hatte und seine Mannschaft punktgleich mit Stuttgarter Kickers, beide Vereine wiesen 22:38 Zähler auf, die Runde beendet hatte. Es kam aber noch krasser: Es folgte 1957/58 der unmittelbare zweite Abstieg in die Amateurliga. Im ersten Jahr, 1958/59, gewann er mit seinem Verein in der Gruppe Süd zwar die Meisterschaft, mit 31:1 Punkten hatten Harlacher und Kollegen in den Heimspielen aufgetrumpft, sie verloren im April 1959 aber die Spiele gegen den Nordgruppenersten SpVgg Bayreuth um die Bayerische Meisterschaft und mussten ein weiteres Jahr im Amateurlager antreten. Im Nachfolgejahr 1959/60 glückte wiederum in der Gruppe Süd der Meisterschaftsgewinn; jetzt setzten sich Harlacher und seine Mannschaftskollegen aber in der Aufstiegsrunde in der Gruppe 1 ungeschlagen mit 9:3 Punkten gegen VfB Stuttgart Am., SpVgg Bad Homburg und FC Phönix Mannheim durch und kehrten in die 2. Liga Süd zurück. Der Aufsteiger war im Angriff zumeist mit Erwin Metzger, Werner Hiller, Roland Jungmann, Georg Lechner und Georg Harlacher aufgelaufen.
Der positive Lauf hielt auch 1960/61 an, der TSV Schwaben Augsburg wurde Vizemeister der 2. Liga Süd und kehrte damit in die Oberliga zurück. Der immer noch torgefährliche Mann an der linken Angriffsseite, Georg Harlacher, erzielte dazu 20 Treffer. Auch die lokale Konkurrenz des BCA kehrte als Meister in die höchste süddeutsche Staffel zurück und hatte mit dem 31-fachen Torschützen Helmut Haller einen aktuellen Nationalspieler in ihren Reihen.
Mit 24 Einsätzen (1 Tor) in der Oberliga Süd verabschiedete sich der langjährige Leistungsträger in den letzten zwei Runden aus der erstklassigen Oberliga Süd (1961 bis 1963) und kehrte dem Vertragsfußball den Rücken.